# Narongchai Singtum
Narongchai Singtum (thailändisch ณรงค์ชัย สิงห์ธรรม, * 3. November 1996), auch als Toey bekannt, ist ein thailändischer Fußballspieler.

## Karriere
Narongchai Singtum stand bis Ende 2019 beim PTT Rayong FC unter Vertrag. Der Verein spielte in der ersten Liga des Landes, der Thai League. Ende 2019 gab PTT bekannt, dass man nicht mehr in der Liga antreten wird. Anfang 2020 unterschrieb er einen Vertrag beim Ayutthaya United FC. Der Verein aus Ayutthaya spielte in der zweiten Liga, der Thai League 2. Sein Zweitligadebüt gab er am 16. Februar 2020 im Heimspiel gegen den Navy FC. Für Ayutthaya absolvierte er 24 Zweitligaspiele. Zu Beginn der Saison 2021/22 unterschrieb er einen Vertrag beim Ligakonkurrenten Customs Ladkrabang United FC. Bei dem Bangkoker Verein absolvierte er zehn Ligaspiele. Nach der Saison wechselte er Ende August 2022 zum Drittligisten Marines FC. Mit dem Verein aus Rayong spielte er 61-mal in der Eastern Region der Liga. Nach drei Spielzeiten wechselte er zu dem ebenfalls in der Eastern Region spielenden Navy FC.